# Birni N Konni
Birni N'Konni é a comuna ou município do departamento de Bkonni da região de Tahoua, no Níger. No dezembro de 2012, a sua cidade teve uma população estimada de 149,414 habitantes.